# فسطون

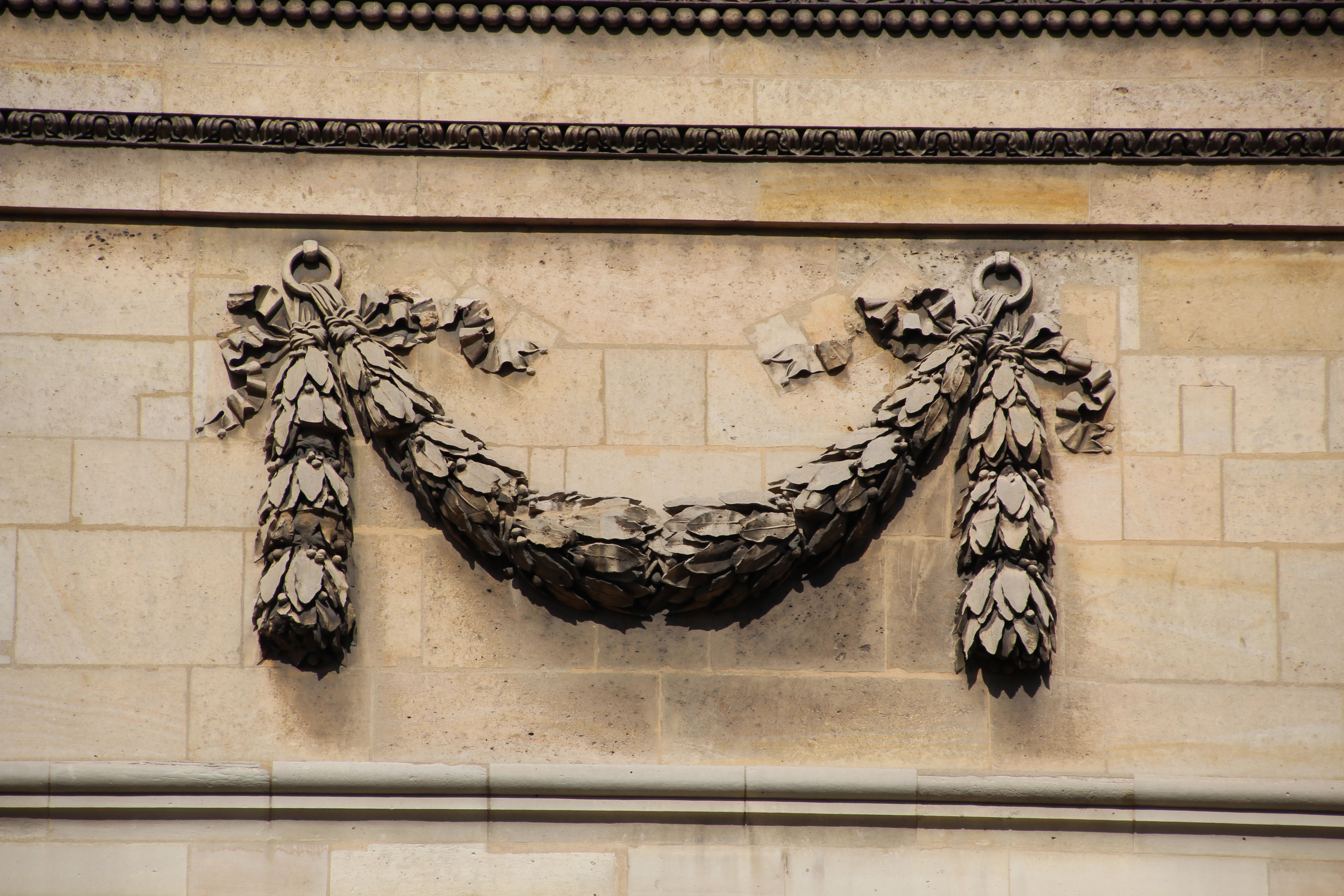
فصطون معماري من مقبرة العظماء في باريس

الفَسطون هو إكليل أو كُثنة معلق من نقطتين، وفي الهندسة المعمارية زخرفة منحوتة تصور الترتيب التقليدي للزهور وأوراق الشجر أو الثمار مترابطةً ومعلقة بشرائط.

## الصور

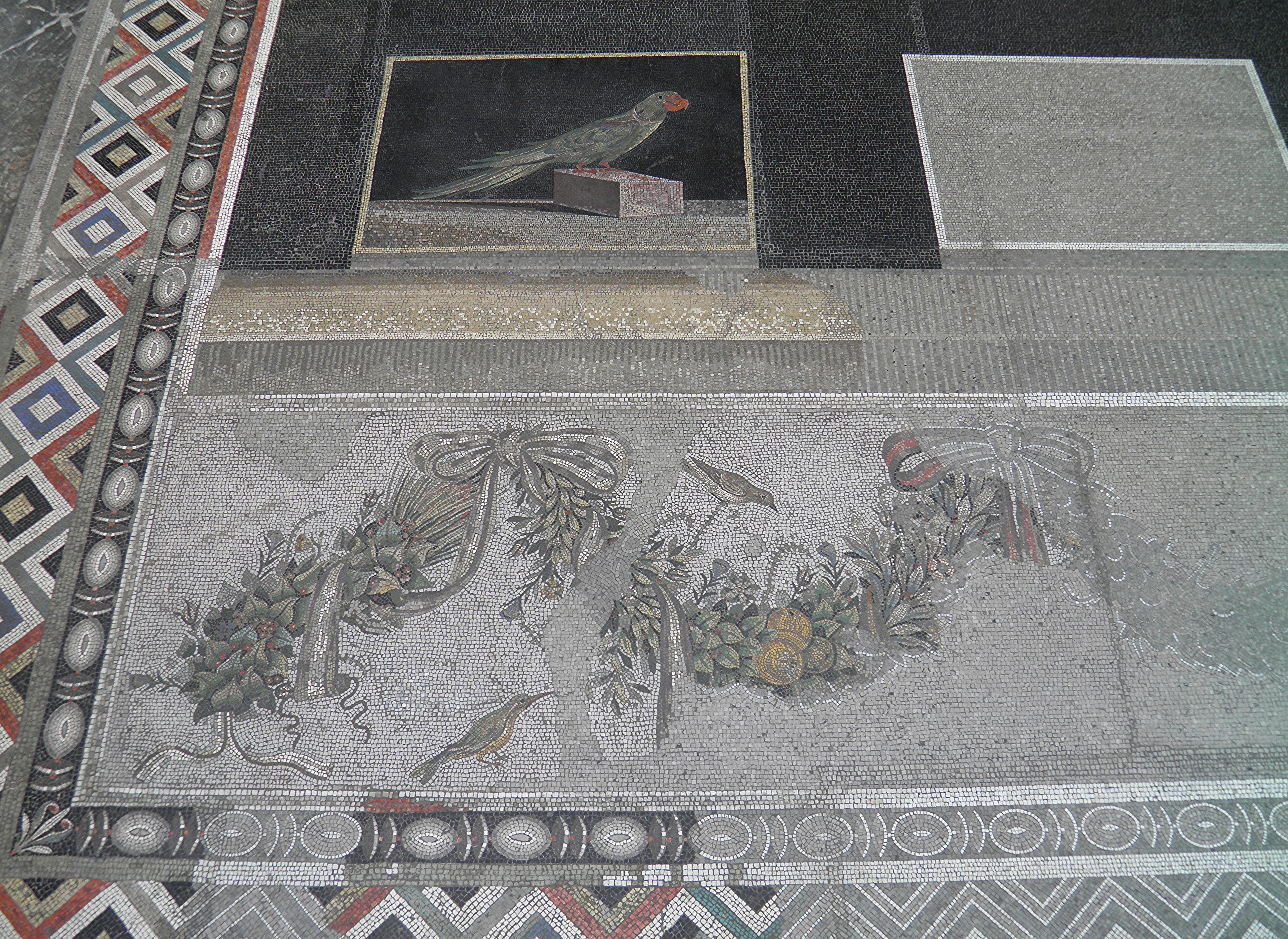
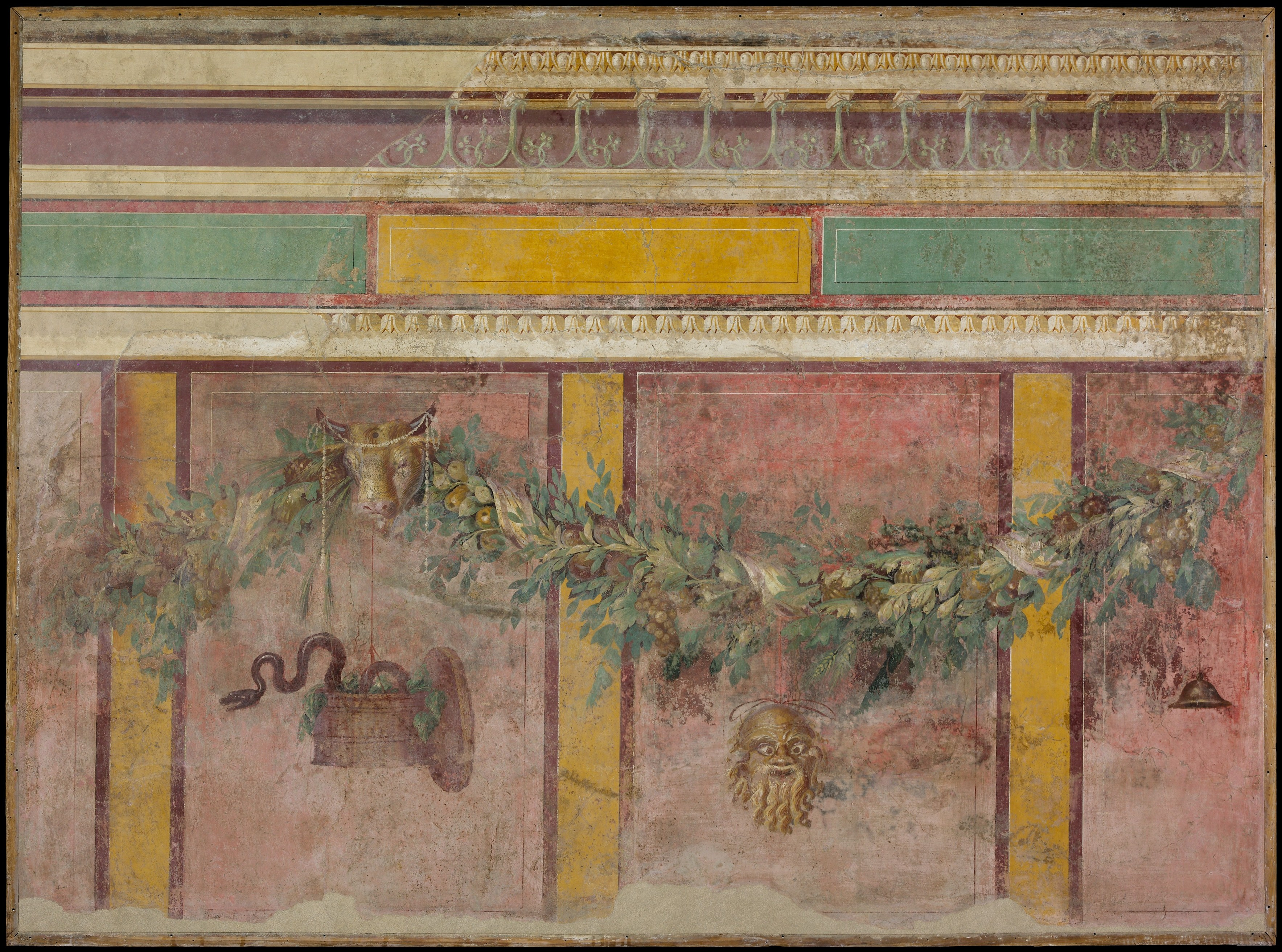
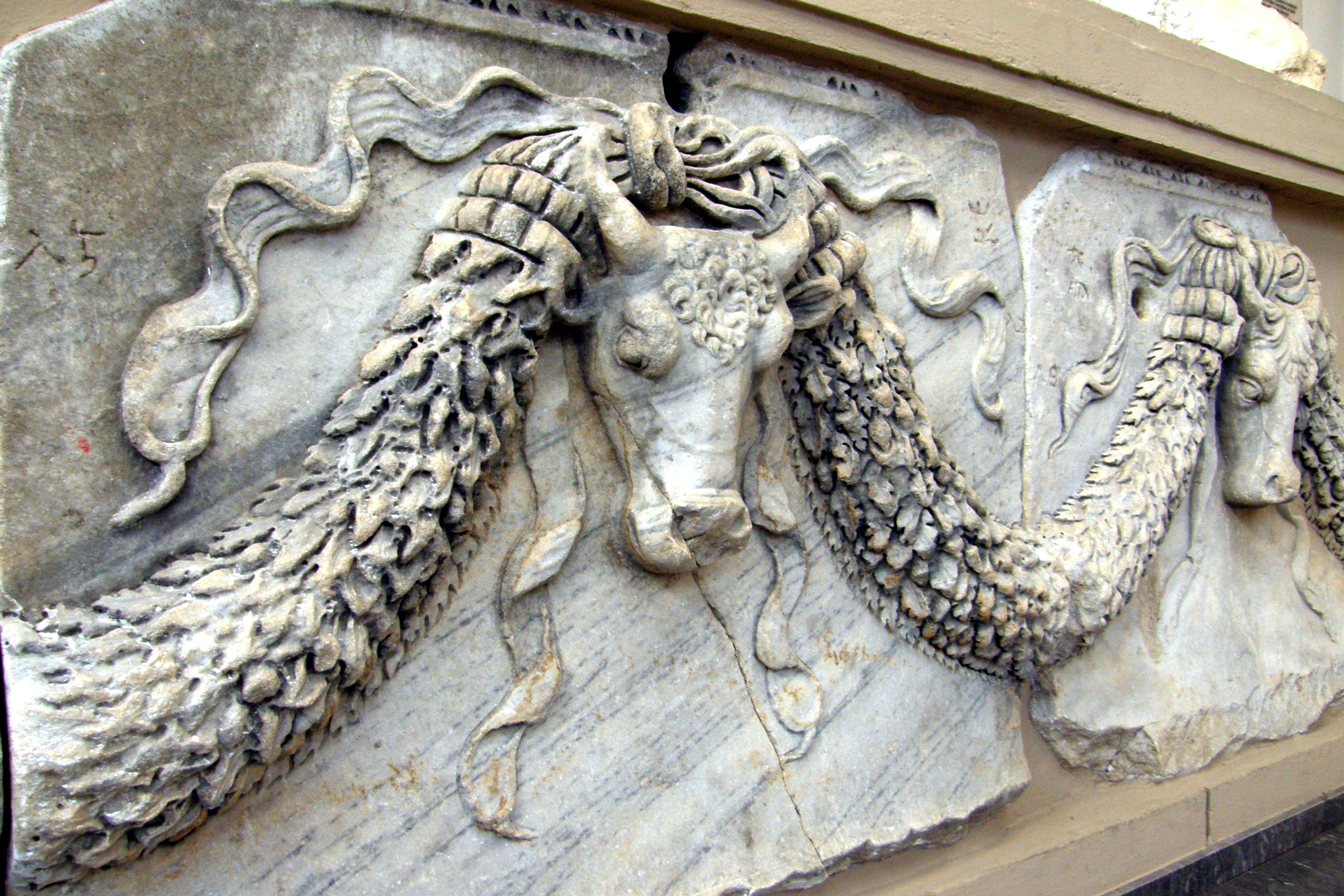
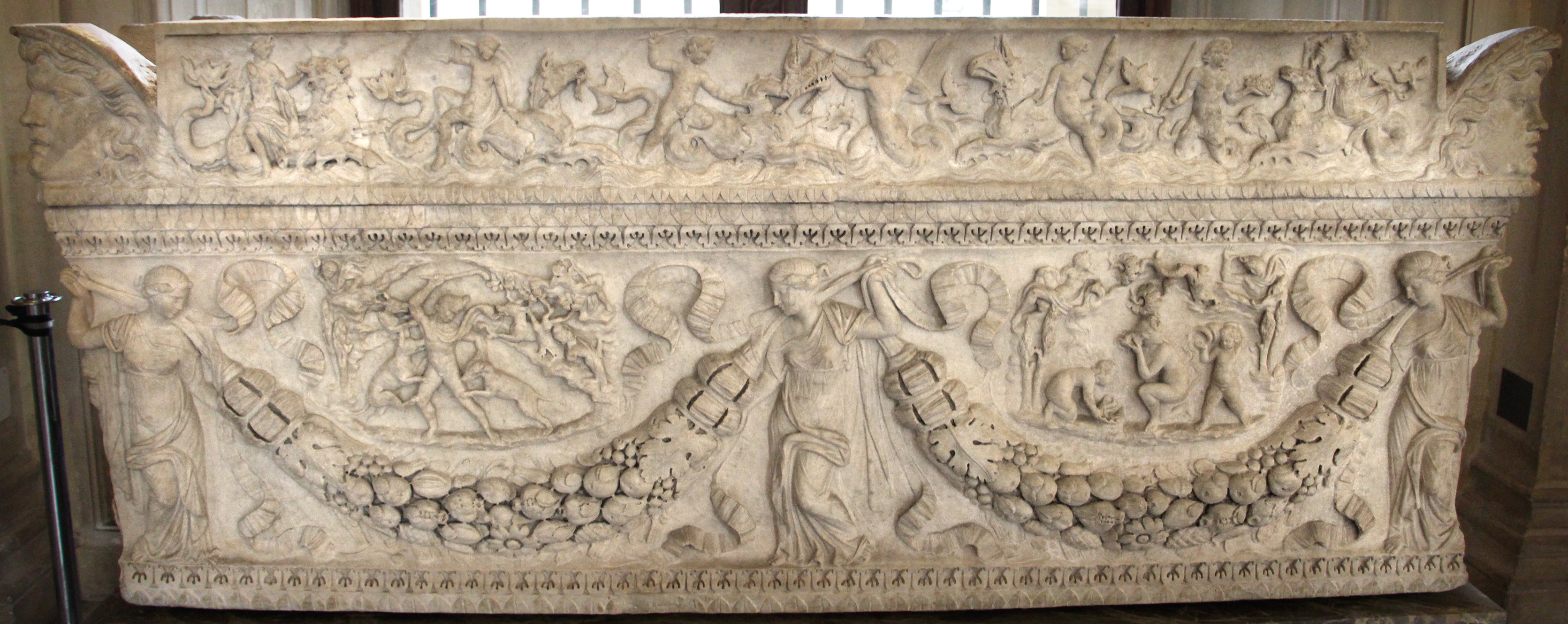
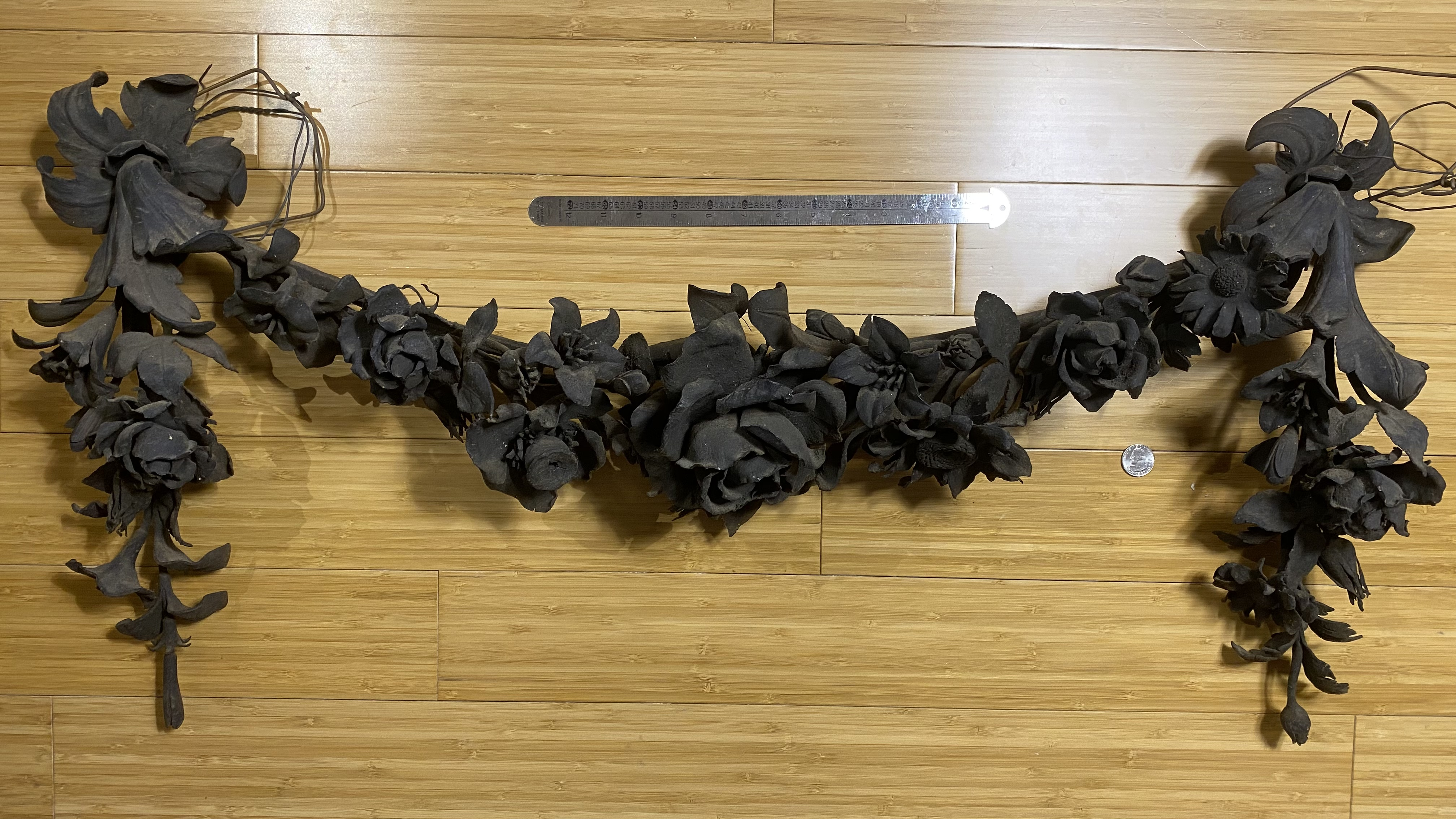
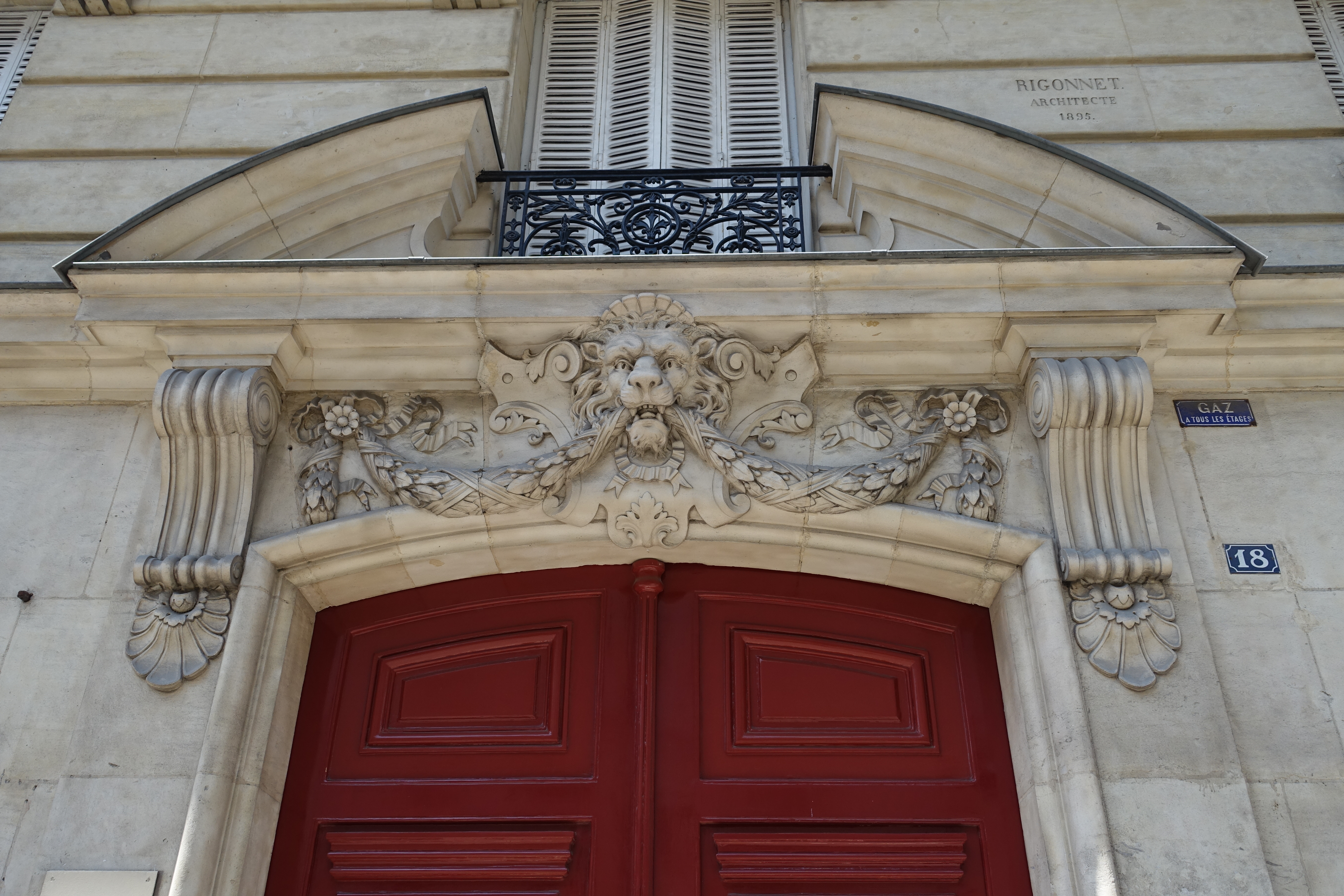
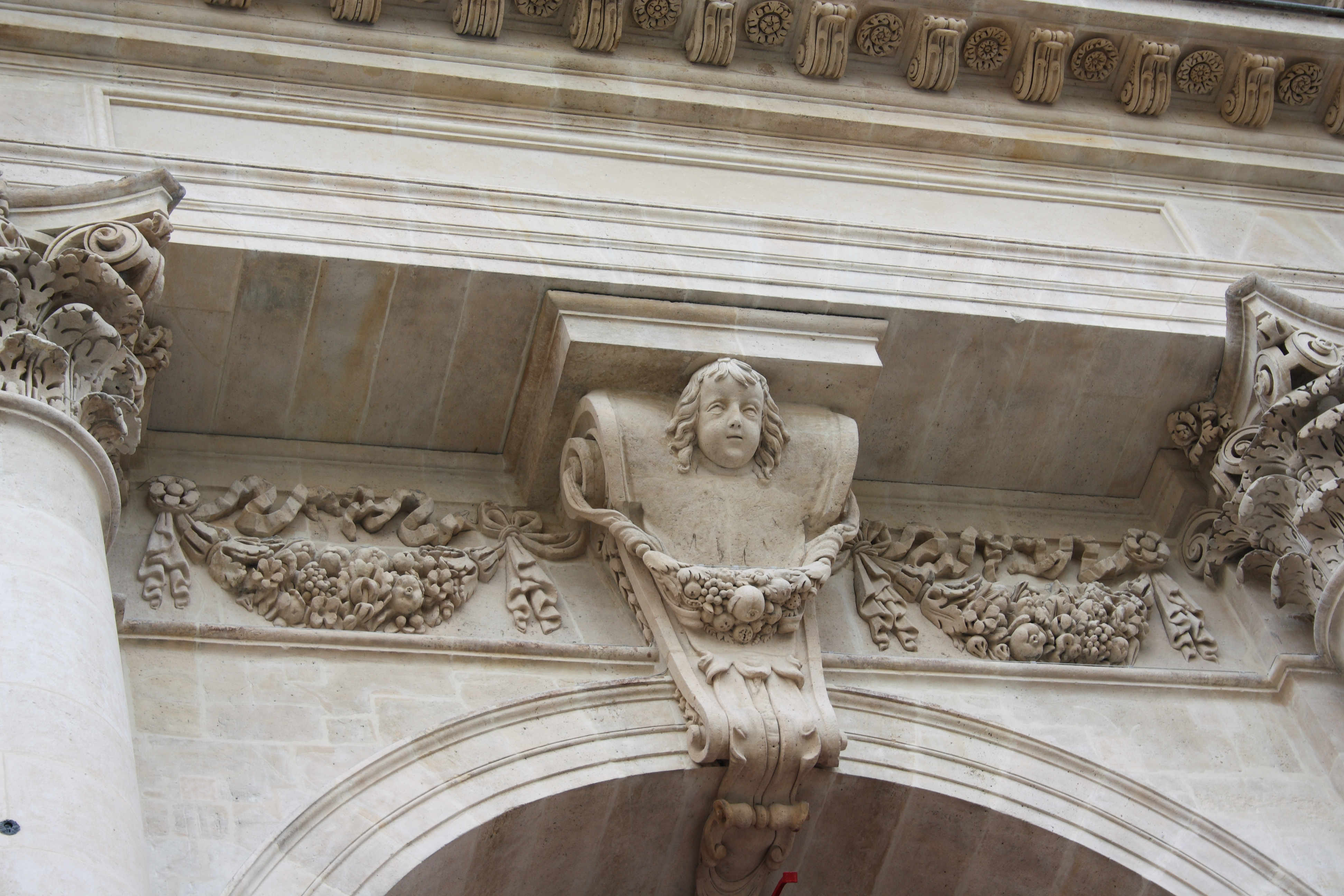
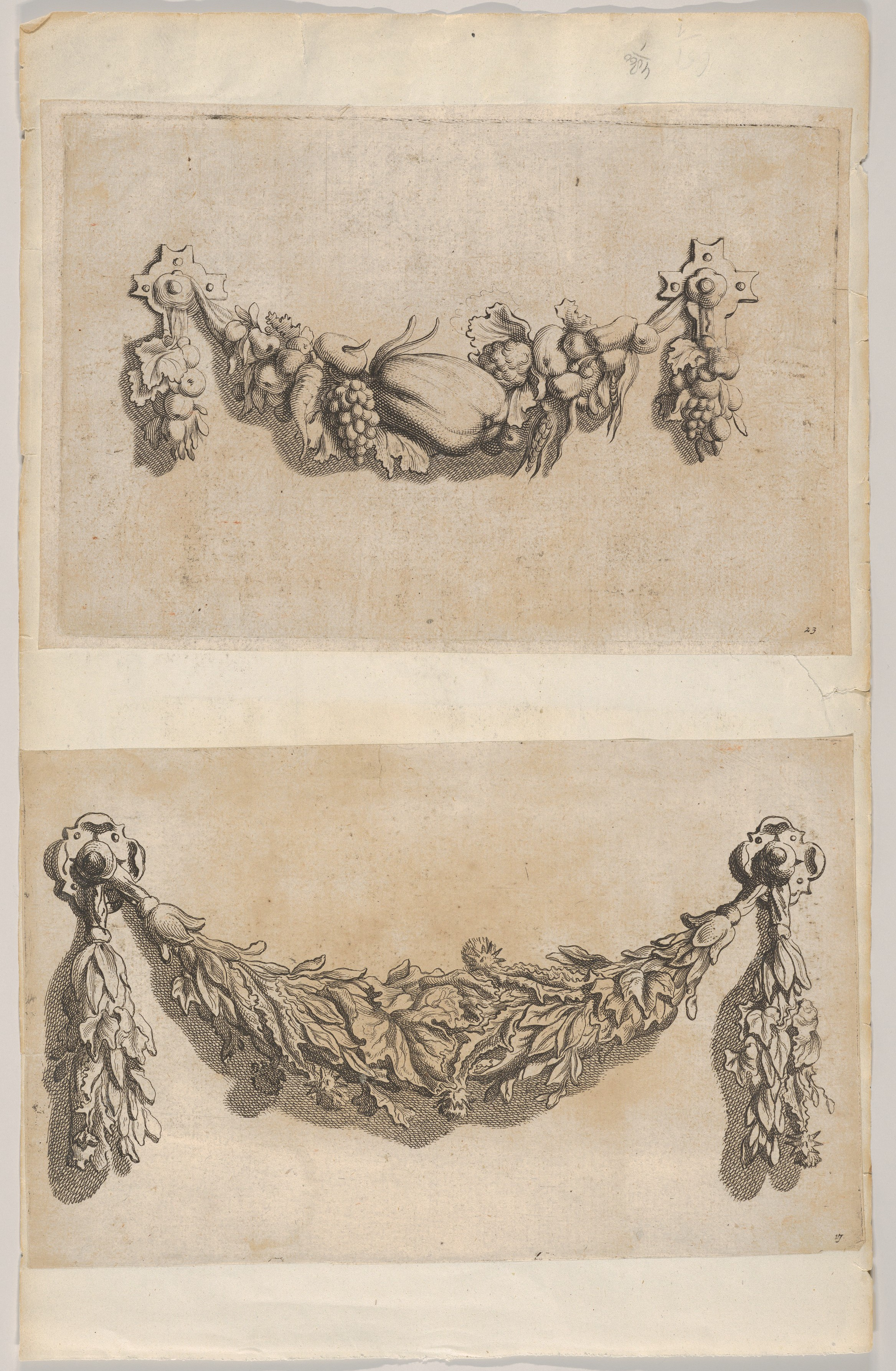
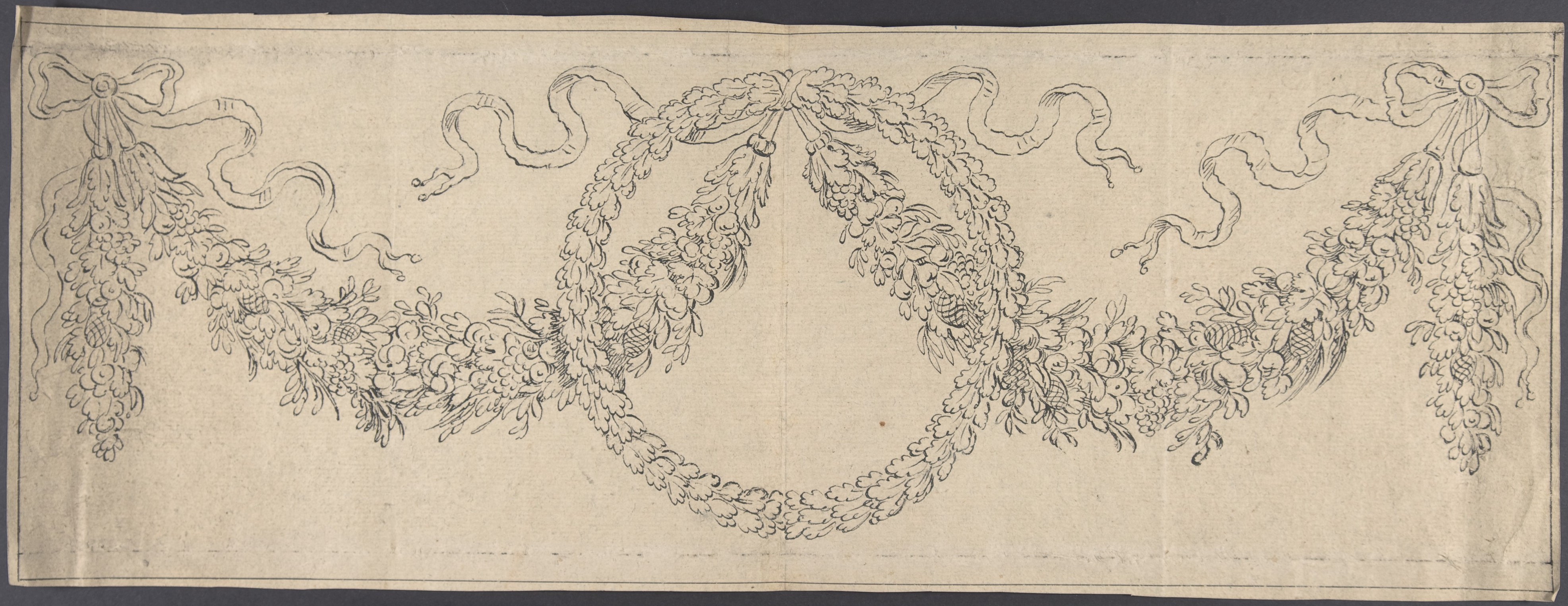
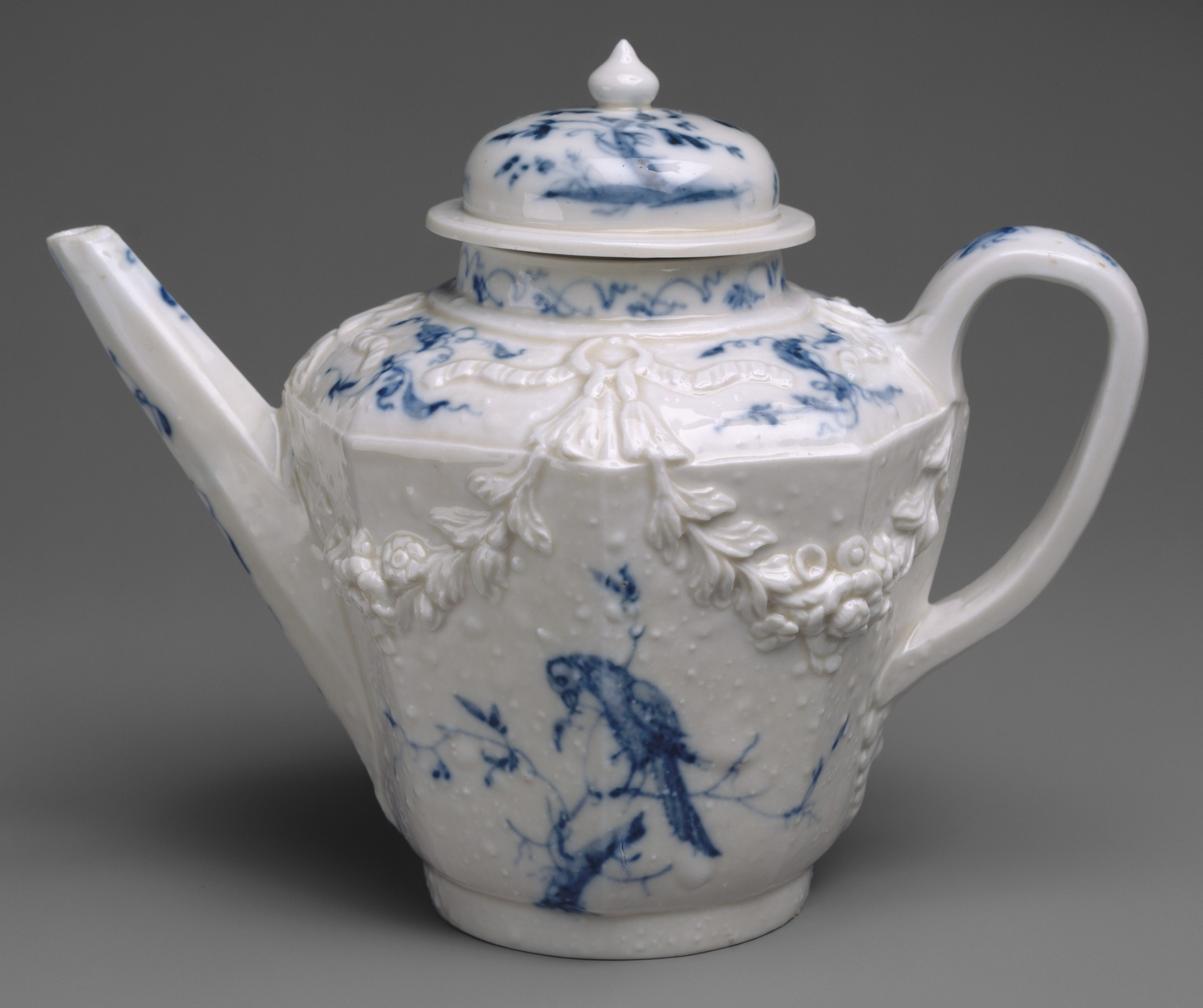
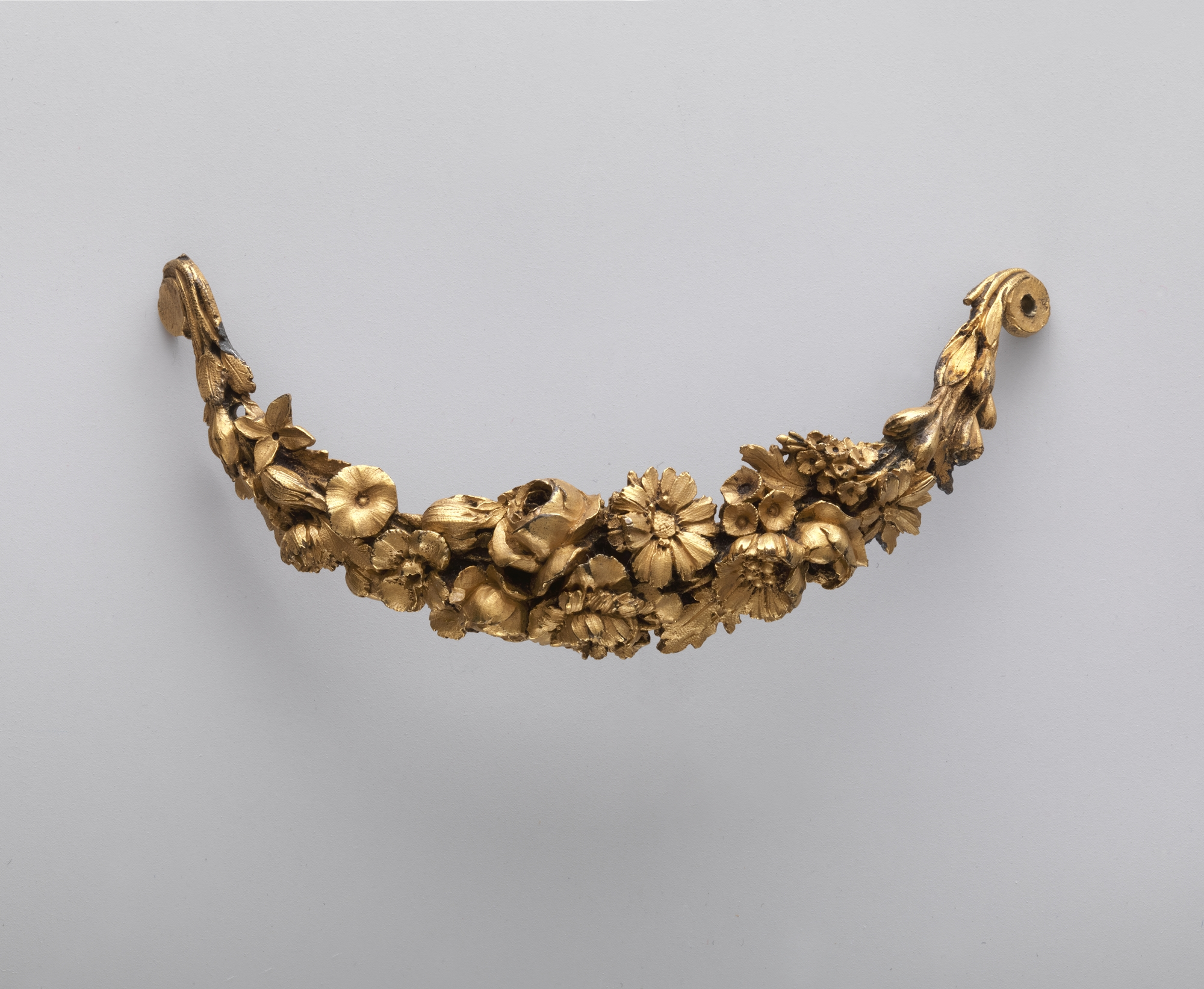
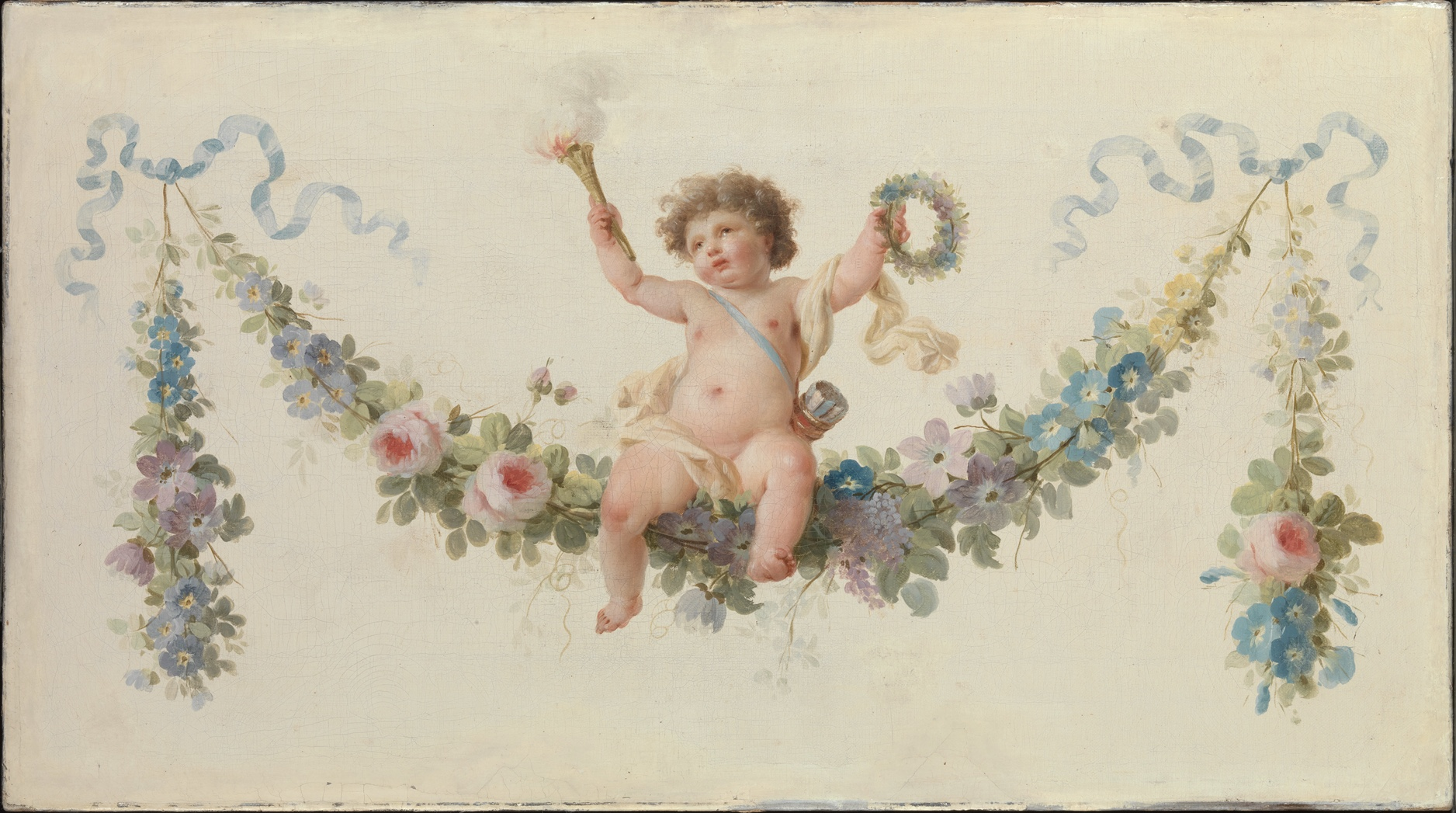
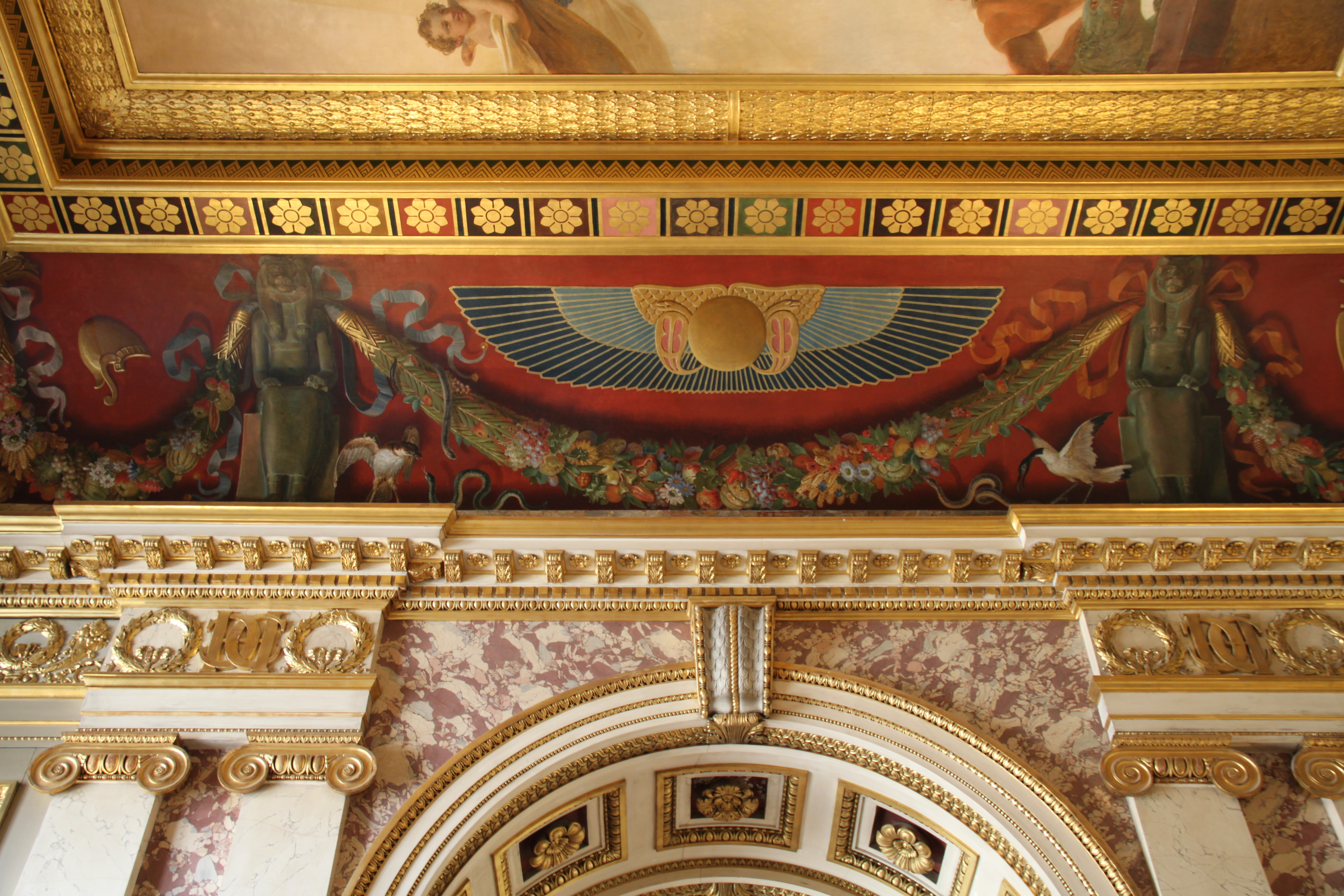
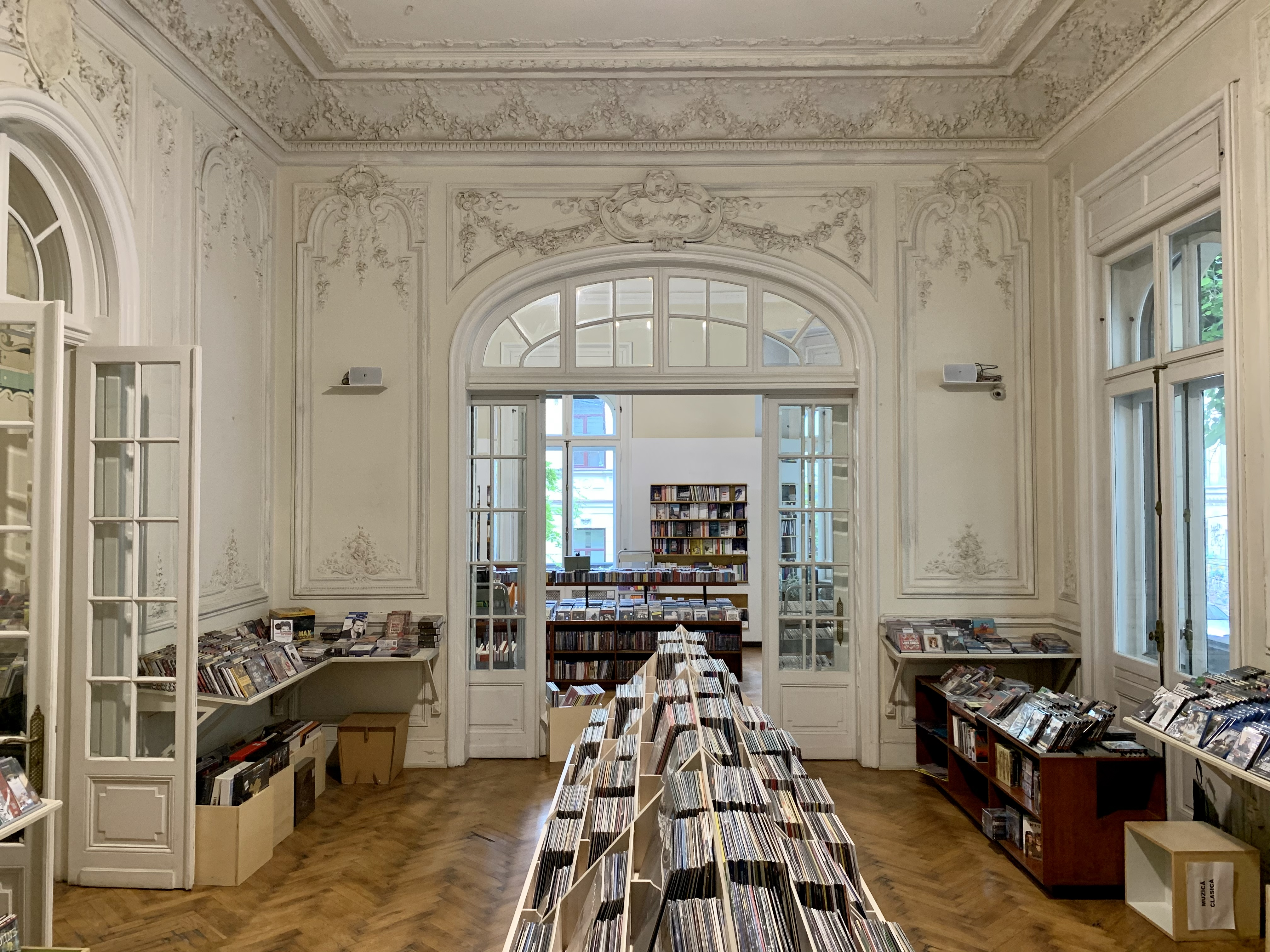
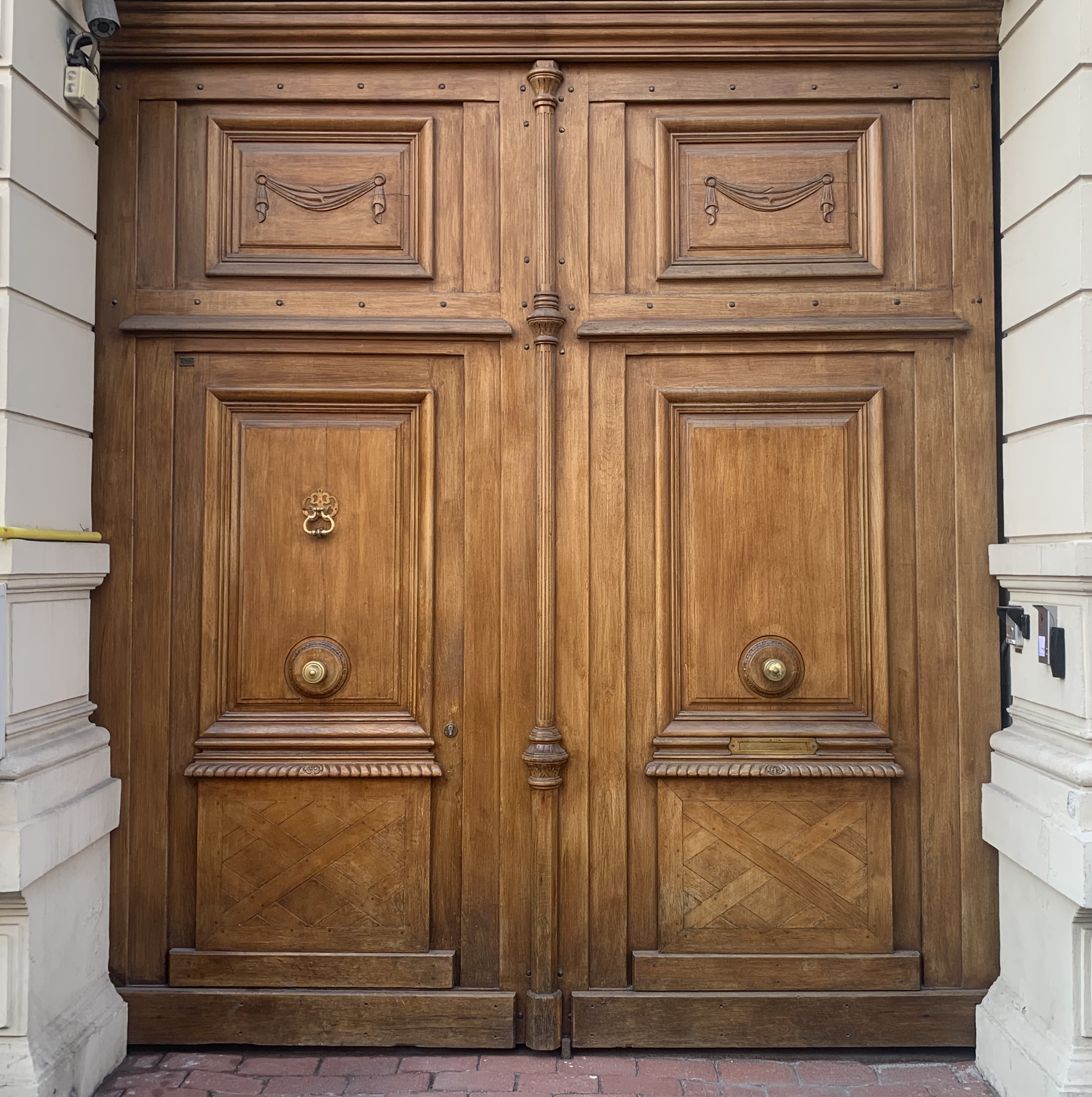
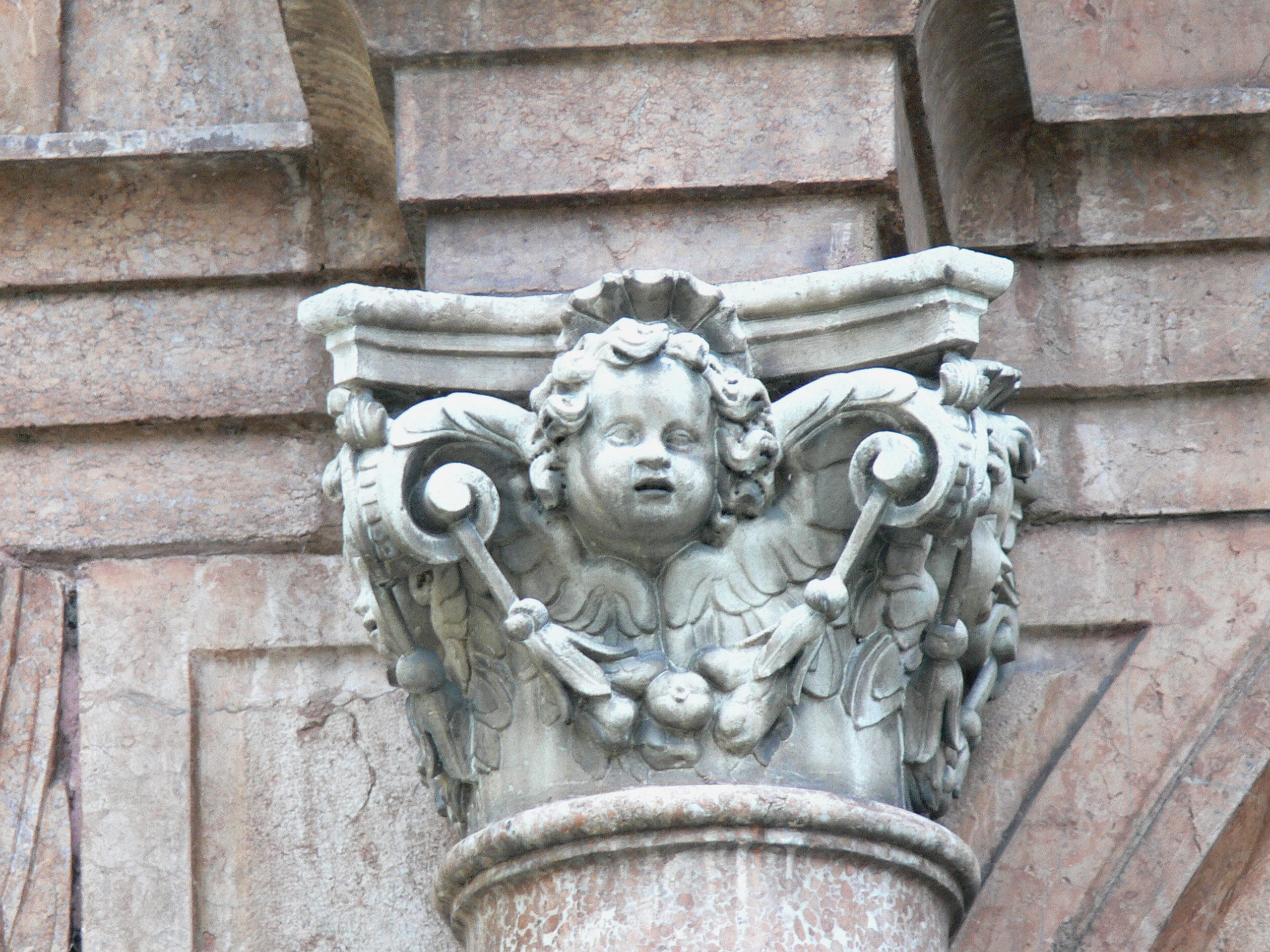